# Planetarian: chiisana hoshi no yume
Planetarian: chiisana hoshi no yume (Planetarian ～ちいさなほしのゆめ～? lett. "Planetarian: il sogno di un piccolo pianeta") è una visual novel giapponese sviluppata dalla Key, inizialmente pubblicata per Windows il 29 novembre 2004; il 28 aprile 2006, ne fu distribuita un'altra versione a cui era stata aggiunta la voce per la protagonista femminile. L'edizione limitata di questa versione conteneva anche un libro di 243 pagine con brevi storie ambientate nel mondo di Planetarian. Rispettivamente il 24 agosto 2006 e 2009 ne fu pubblicata una versione per Playstation 2 e Playstation Portable.
Pur non essendo mai stato pubblicato ufficialmente al di fuori del Giappone, il gioco ha riscosso un grande successo nella comunità degli appassionati del genere, che hanno dato vita ad una serie di progetti per tradurlo in diverse lingue. Una patch per tradurre il gioco in inglese è stata pubblicata da Haeleth & Insani il 18 marzo 2010. Sono state pubblicate delle patch anche per tradurlo in spagnolo, vietnamita, russo, portoghese e in italiano dal gruppo amatoriale GoS, mentre è ancora in sviluppo una patch per tradurlo in francese.
Il titolo del gioco può avere un duplice significato: il messaggio che il gioco trasmette è quello che ci sia ancora speranza per il pianeta, quindi può essere inteso generalmente come il sogno di un mondo migliore. Considerando però il gioco di parole con il cognome della protagonista, Hoshino (dove hoshi significa "pianeta"), può essere inteso proprio come il suo sogno.

## Trama
(L'inizio del gioco)
Planetarian è ambientato in un mondo post-apocalittico. Con l'esaurimento delle risorse naturali, la sovrappopolazione e il fallimento del programma di esplorazione spaziale, l'umanità è andata incontro ad una guerra nucleare, trasformando le città in rovine abbandonate e piombate nell'oscurità, sotto la costante pioggia causata dalla precipitazione radioattiva. Lo spargimento di sangue continuò per 30 anni dopo la guerra, in un mondo distopico dove macchine da guerra automatizzate uccidono chi entra nel loro territorio. Degli umani sopravvissuti, alcuni sono quelli chiamati "junker" (dall'inglese junk: rottame, ciarpame) che vanno in giro cercando tra i rottami qualunque cosa di utile per sopravvivere.
La storia comincia con uno di questi junker che si addentra nei Grandi Magazzini Flowercrest (basato sui grandi magazzini Matsubishi di Hamamatsu, realmente esistenti a Shizuoka), in una città in rovina. Raggiungendo l'ultimo piano, il protagonista entra in un planetario dove viene accolto da una giovane ragazza di nome Yumemi. Dopo la sorpresa iniziale, capisce che lei è in realtà un robot, lasciato lì durante l'evacuazione della città. Yumemi, come se nulla fosse accaduto, aspetta ancora clienti per poterli servire, così com'era stato prima della guerra.

## Modalità di gioco
La giocabilità di Planetarian, consiste nel leggere il testo accompagnato dalle immagini dei personaggi e da fondali fissi con semplici animazioni. A differenza della maggior parte delle visual novel, questa rientra nella categoria cosiddetta delle kinetic novel: non vi sono scelte da effettuare durante la storia che ha quindi un unico finale.
Il gioco possiede, come la quasi totalità delle visual novel, la modalità di autoplay con cui il testo scorrerà automaticamente senza bisogno di cliccare ulteriormente. Con questa modalità, la durata del gioco è di 4 ore e 40 minuti. Dopo aver completato il gioco, saranno disponibili due nuovi opzioni dal menù principale, potendo così ascoltare le musiche del gioco e rivedere i fondali e le immagini specifiche apparse in momenti particolari della storia.

## Personaggi
The junker (屑屋?, Kuzuya)
Doppiato da: Daisuke Ono
Il protagonista del gioco. È un uomo adulto di cui non viene detto il nome che vive come junker. Entra nel planetario pensando che sia un'installazione militare, sperando di trovare qualcosa di utile. È piuttosto seccato dal fallimento della sua ricerca e dalla cordialità di Yumemi, pensando solo a come sopravvivere il giorno successivo. Egli ha infatti una personalità forte dettata da 30 anni in cui ha lottato per sopravvivere ogni giorno. Porta con sé un cappotto impermeabile per proteggersi dalla pioggia tossica, un depuratore d'acqua per rendere la pioggia potabile, un lanciagranate M79 e un P90. È alla costante di ricerca di oggetti come sigarette o alcool, che spera di poter vendere ad un alto prezzo.
Yumemi Hoshino (ほしのゆめみ?, Hoshino Yumemi)
Doppiata da: Keiko Suzuki
Yumemi è la cordiale, ma estremamente loquace, dipendente del planetario abbandonato. Ha l'aspetto di una giovane ragazza e non sembra cosciente dei cambiamenti degli ultimi 30 anni. Tratta infatti il protagonista come un regolare cliente, chiamandolo "signor cliente" (客様?, Okyaku-sama). Yumemi appare sempre molto premurosa per gli umani, desiderando poterli servire al meglio delle sue capacità. Il nome "Hoshino Yumemi" è un gioco di parole: "hoshi" significa stella o corpo planetario, "no" è una particella possessiva; "yume" vuol dire sogno e "mi" è la radice del verbo vedere. Il suo nome potrebbe quindi essere tradotto come "che vede il sogno di un pianeta". Nella patch inglese, si è deciso di tradurre il suo nome come Reverie Planetarian.

## Sviluppo
Planetarian è la quarta visual novel della Key, sviluppato con un piccolo staff in cui tre persone hanno fatto la maggior parte del lavoro per la prima edizione. A differenza dei precedenti titoli della Key, la direzione artistica fu assegnata a Eiji Komatsu invece di Itaru Hinoue. Komatru fu scelto non solo per la sua specialità nel rappresentare macchine e robot, ma anche perché poteva rappresentare scene corte che toccano l'esistenza di un robot per riprodurre gli ideali di una persona. Jun Maeda, lo scrittore degli scenario principale della Key, fu lasciato fuori dal progetto, assegnato invece a Yūichi Suzumoto. Le musiche, escluso un pezzo composto da Shinji Orito, sono state composte e arrangiate da Magome Togoshi. Nella prima versione, la voce a Yumemi è stata data solo nella scena iniziale e finale, per poi aggiungere gli altri dialoghi in quella successiva. Nella versione per Playstation 2 è stata data la voce anche al protagonista e sono state fatte altre modifiche aumentato la risoluzione delle immagini e la durata delle tracce audio.

## Media

### Light novel
Una light novel con quattro brevi storie illustrate, incluso un prologo e un epilogo basato sulla storia di Planetarian sono state scritte da Yūichi Suzumoto e illustrata da Eeji Komatsu. Le storie erano nel libro di 243 pagine presente nell'edizione limitata della versione CD di Planetarian, e anche incluse nella versione limitata per PlayStation 2.
Le prime due storie presentate sono ambientate prima degli eventi della visual novel, gli altri due dopo la sua conclusione. Nelle prime pagine del libro si legge: "Cielo stellato, parole, Dio, robot. Una collezione di storie brevi nella chiave di questi quattro temi." (星空・言葉・神様・ロボット 四つの主題による小品集?,  Hoshizora, kotoba, kami-sama, robotto. Yotsu no shudai ni yoru shōhinshū.) Una breve anteprima del libro è disponibile online.
Snow Globe (雪圏球?, Sunō Gurōbu) (Globo di neve)
Questa storia è ambientata prima della guerra che ha portato il mondo in rovina; Yumemi sta lavorando al planetario all'ultimo piano dei grandi magazzini Flowercrest da circa dieci anni. Un giorno, Yumemi comincia a comportarsi in modo strano, culminando nel suo uscire e vagare per la città. Il personale del planetario è esterrefatto e ad una dei suoi colleghi, una donna di nome Satomi Kurahashi, viene ordinato di seguire Yumemi e riportarla indietro. In breve, Yumemi comincia ad esaurire la batteria.
Jerusalem (エルサレム?, Erusaremu) (Gerusalemme)
La storia è ambientata quando la guerra raggiunge il suo apice. L'Esercito per l'Unificazione del Sud America riceve un rapporto di un cecchino ribelle che opera nelle profondità della giungla della Patagonia, e manda un plotone sotto il comando del sergente maggiore Murdock per neutralizzare la minaccia. Tuttavia, i soldati vengono uccisi uno dopo l'altro finché non rimane solo Murdock. Ormai solo, il soldato riesce a scorgere attraverso il suo binocolo il cecchino e rimane scioccato nel vedere la figura di una bellissima suora.
L'uomo delle stelle (星の人?, Hoshi no hito)
Questa storia si svolge poco dopo gli eventi della visual novel, mentre la civiltà umana lotta in una battaglia persa contro la pioggia velenosa. Tre degli ultimi abitanti di un rifugio anti-atomico sotterraneo quasi abbandonato, Levi, Ruth, and Job, trovano un bizzarro anziano svenuto nella neve fuori dal bunker. Quando lo portano dentro, sono sorpresi nel sentire che gli adulti lo chiamano "Uomo delle stelle". I ragazzi si interessano allo strano appellativo, anche perché non hanno mai visto un visitatore dal mondo di fuori. L'anziano si riprende un poco e viene aiutato dai ragazzi nel sistemare un proiettore di planetario portatile. La storia offre una conclusione definitiva alla visual novel.
Tircis and Aminte (チルシスとアマント?, Chirushisu to amanto)
I fratelli gemelli identici Tircis and Aminte studiano da soli nel loro mondo. Tircis comincia a chiedersi perché sta studiando e per quanto tempo continuerà a farlo. La storia racconta di come la risposta venga rivelata ai due fratelli.

### Colonna sonora
La visual ha un tema principale, il tema finale Hoshi meguri no uta (星めぐりの歌?, Canzone delle stelle orbitanti) cantata da Mell degli I've Sound. La colonna sonora di Planetarian è stata pubblicata durante Comiket 70 l'11 agosto 2006, e di nuovo il 28 dicembre 2006. Oltre alle musiche e canzoni del gioco come Gentle Jena e Hoshi no sekai (Opening) (星の世界?, Mondo delle stelle (Opening)), la colonna sonora include nuove canzoni come la versione vocale di Hoshi Meguri no Uta. La maggior parte della colonna sonora fu composta o arrangiata da Magome Togoshi, che già lavorò nei precedenti giochi della Key, Air e Clannad. Le tracce che si sentono all'inizio e alla fine del gioco sono riarrangiamenti dell'inno What a Friend We Have in Jesus di Charles Crozat Converse, e gli stessi titoli si rifanno ad esso: il titolo originale Hoshi no Sekai (Opening) si riferisce alla versione giapponese dell'inno intitolato Hoshinoyo e Itsukushimi Fukaki è la traduzione giapponese del titolo originale dell'inno.
Un CD audio intitolato A Snow Globe fu pubblicato il 29 dicembre 2006 durante Comitek 71 e di nuovo il 25 maggio 2007. Come suggerisce il titolo, il CD contiene la prima storia dal libro dell'edizione limitata. La prima traccia prende luogo un anno prima della visual novel e la storia di Snow Globe viene raccontata in un flashback. Il CD conclude la storia dove inizia quella del gioco. Un secondo CD intitolato Jerusalem fu pubblicato il 27 luglio 2007 e racconta la storia omonima. Infine, un terzo CD intitolato Hoshi no hito fu pubblicato lo stesso giorno del secondo CD, coprendo le ultime due storie. La prima delle due ha diversi doppiatori per coprire i molti ruoli, mentre l'altra è recitata solo da Keiko Suzuki, la doppiatrice di Yumemi.

### Anime
Un adattamento original net anime di cinque episodi è stato prodotto da David Production e diretto da Naokatsu Tsuda. La serie è stata trasmessa su Niconico e altri servizi online dal 7 luglio al 4 agosto 2016. La sceneggiatore è scritta da Tsuda e Shogo Yasukawa. Hitomi Takechi ha basato il character design dei personaggi su i disegni originali di Eeji Komatsu. Il direzione sonora è guidata da Tsuda e Takayuki Yamaguchi. Katsuichi Nakayama e Shunsuke Machitani sono i registi della serie. Le musiche dell'anime sono composte da Magome Togoshi, Shinji Orito, Donmaru e Tomohiro Takeshita. Il tema principale finale della serie è Twinkle Starlight di Sayaka Sasaki. Hoshi Meguri no Uta (星めぐりの歌?, lett. "Canzone del percorso delle stelle")  di Mell è stata usata come tema finale dell'ultimo episodio. La serie è stata pubblicata in un singolo blu-ray il 28 settembre 2016.
Lo stesso staff ha anche prodotto un film anime intitolato Planetarian: Hoshi no Hito che è uscito nei cinema giapponesi il 3 settembre 2016.

#### Lista degli episodi
| Nº | Titolo italiano (traduzione letterale) Giapponese 「Kanji」 - Rōmaji | In onda        | In onda |
| Nº | Titolo italiano (traduzione letterale) Giapponese 「Kanji」 - Rōmaji | Giapponese     |         |
| 1  | Il bouquet del robot 「ロボットの花束」 - Robotto no hanataba        | 7 luglio 2016  |         |
| 2  | Riparando il proiettore 「投影機修理」 - Tōeiki shūri                | 14 luglio 2016 |         |
| 3  | La proiezione di Yumemi 「ゆめみの投影」 - Yumemi no tōei            | 21 luglio 2016 |         |
| 4  | Ubriaco con alcool 「酒に酔う」 - Sake ni you                        | 28 luglio 2016 |         |
| 5  | Il desiderio di Yumemi 「ゆめみの願い」 - Yumemi no negai            | 4 agosto 2016  |         |